# Гюнцах
Гюнцах (нем. Günzach) — община в Германии, в земле Бавария. 
Подчиняется административному округу Швабия. Входит в состав района Восточный Алльгой.  Население составляет 1490 человек (на 31 декабря 2010 года). Занимает площадь 23,48 км².